# Сакзь
Сакзь (? — после 1081 года)  — половецкий хан, брат Багубарса (Бегубарса) (согласно Лаврентьевской летописи) и, возможно, Ясиня, дядя хана Боняка и нескольких известных ханов.

## Этимология имени
Как минимум несколько исследователей (Федоров-Давыдов, Баскаков) возводят имя Сакз к туркскому sägiz/sekiz — числительному «восемь», «восьмой».

## Биография
Известно, что у него были два брата Ясинь и Бегубарс. Участник русско-половецких войн.
Между 1080 и 1082 годами половцы напали на дружину Владимира Мономаха, воины отослали обозы с оружием в город Прилуки, но пройдя в город и вооружившись русские воины атаковали врагов и победили. На следующий день русские дружины напали на половцев и разгромили их. В битве погибли 900 половцев, а в плен попал Ясинь и его брат Сакз.
Дальнейшая судьба неизвестна.